# François Marot
Pour les articles homonymes, voir Marot.
François Marot est un peintre français, né vers 1666 et mort en 1719, un des héritiers immédiats des tout premiers rubénistes.

## Biographie
Fils d'un peintre peu connu prénommé Jean-Baptiste. Élève et, selon Pierre-Jean Mariette, neveu de Charles de La Fosse, il peint en mai 1697 L'apparition du Christ aux trois Marie, May de Notre-Dame (œuvre perdue). Il est considéré comme le meilleur disciple de La Fosse, imitant sa manière, à tel point que des tableaux attribués aujourd'hui à La Fosse devront un jour lui être rendus. 
Il fut agréé à l'Académie royale le 25 avril 1699, et sa réception eut lieu le 24 mars 1702 sur présentation du tableau Les Fruits de la Paix de Ryswick.
Le 3 septembre 1703, il épousa en présence du peintre Nicolas de Plattemontagne (1631-1706), Marie- Louise Bidault, âgée de vingt et un ans, fille d'un marchand joaillier. Installés dans un premier temps, quai de l'Horloge à l'enseigne du « Mouton » ; ils eurent dix enfants.
Il a été représenté par six tableaux au Salon de 1704 et fut nommé adjoint à professeur de l'Académie le 30 juin 1705. Il devint professeur le 28 septembre 1715.
Il mourut à Paris le 3 décembre 1719 en son domicile de la rue Guénégaud et fut inhumé à Saint-André-des-Arts.

## Œuvre
Ses œuvres sont aujourd'hui assez rares.

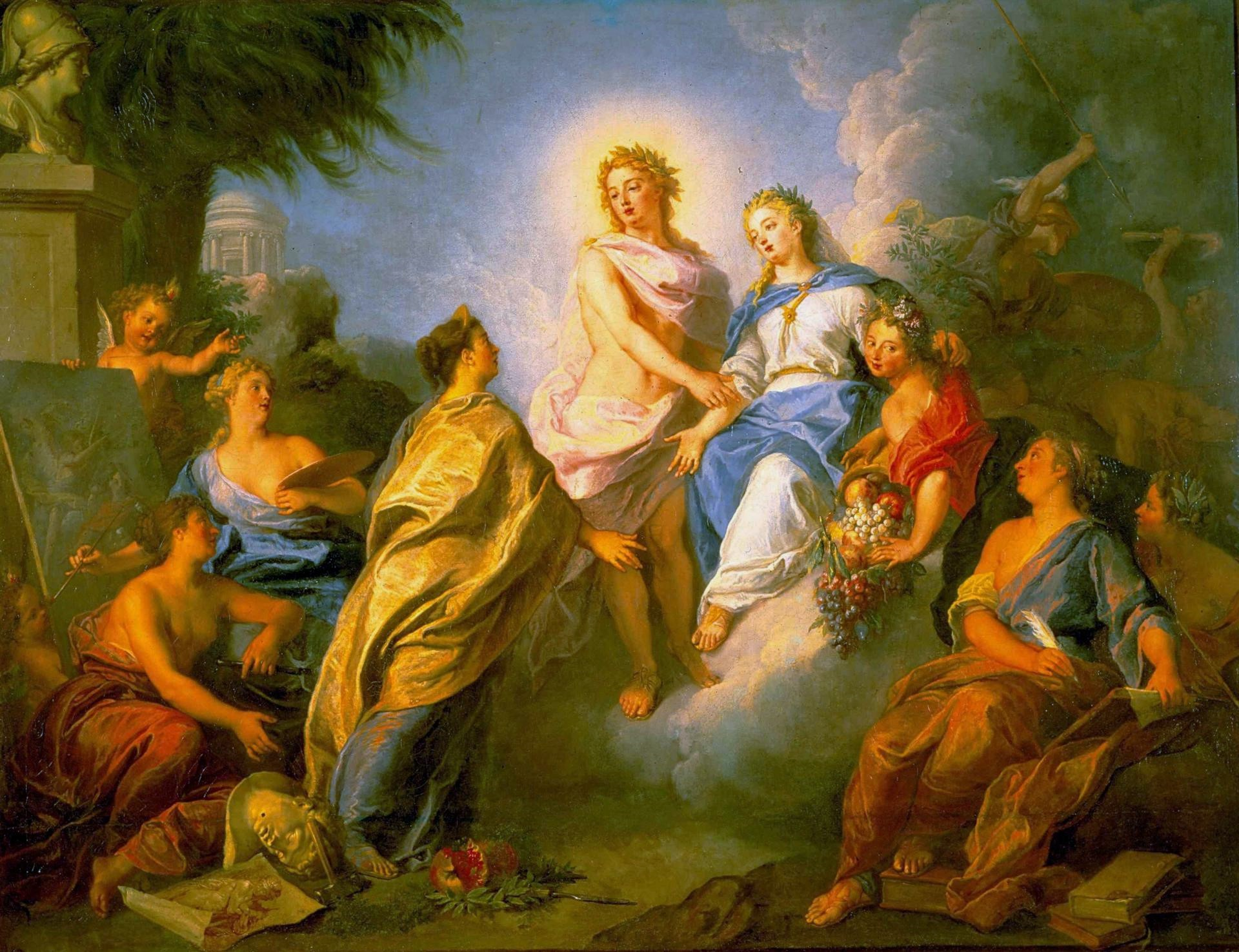
Les fruits de la Paix de Ryswick, François Marot, 1702, musée des Beaux-Arts de Tours.

- Vénus ordonne à Vulcain de faire des armes pour Énée (salon de 1704 ?), château de Versailles
- L'Enlèvement d'Europe (vers 1705), huile sur toile, 138 × 111 cm, musée de la collection de Jean-Paul II, Varsovie
- Latone et les paysans de Lycie (1706) pour le Grand Trianon[1] (ce tableau est totalement repeint)
- Première tenue des chevaliers de l'ordre de Saint Louis, 10 mai 1693 (1710), Château de Versailles[2]
- Jupiter sous les traits de Diane et Callisto, musée du Louvre
- Enlèvement de Déjanire, musée du Louvre
- Les Fruits de la Paix de Riyswick sous l'allégorie d'Apollon ramenant du ciel la Paix accompagnée de l'Abondance pour favoriser les Sciences et les Lettres, musée des Beaux-Arts de Tours[3]
- Pan et Syrinx, huile sur toile, 131 × 114 cm, collection privée[4]